# Cucina panamense

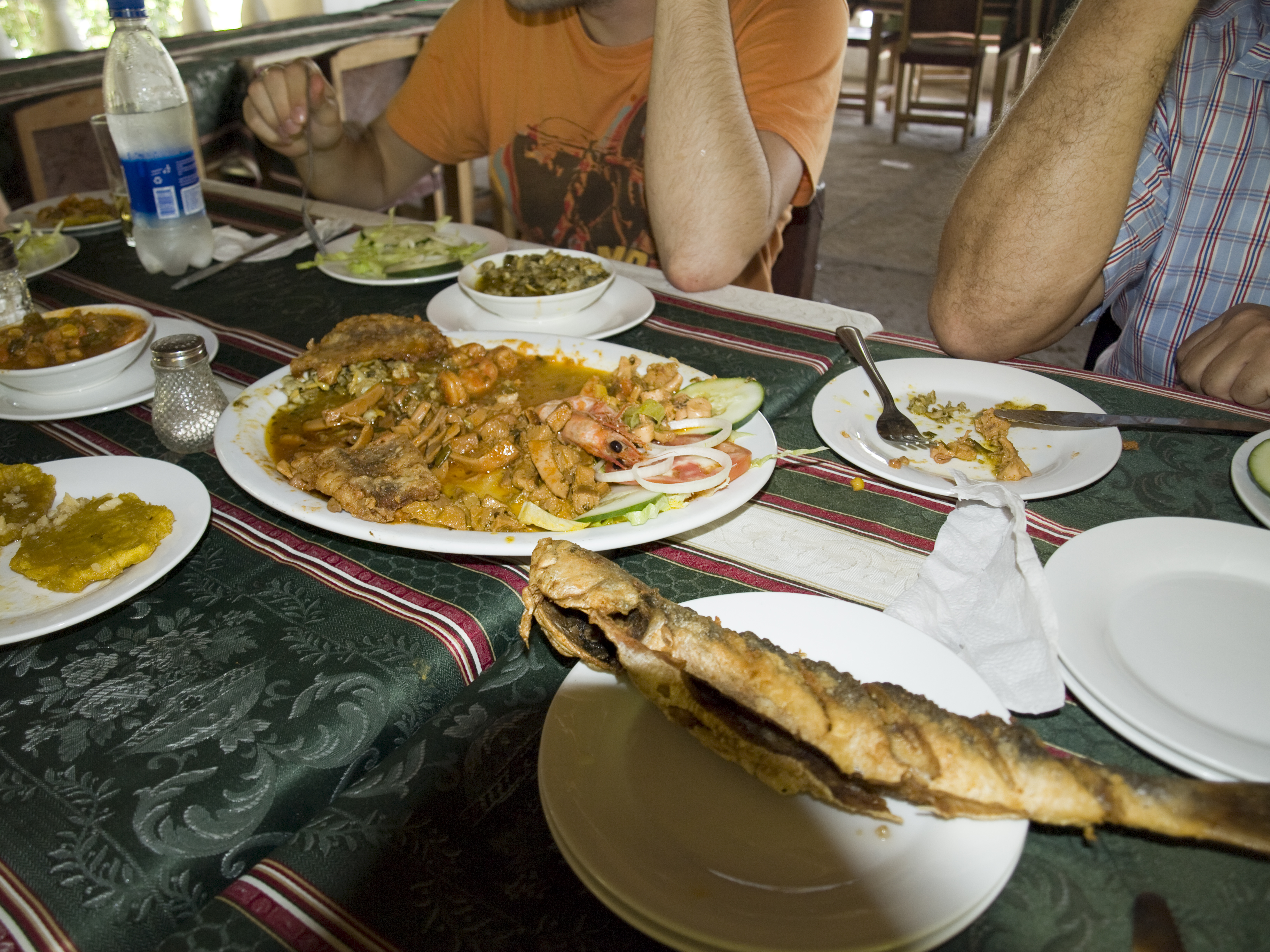
Un pranzo panamense a base di pesce

La cucina panamense è stata plasmata dalla diversità culturale che interessa Panama, dovuta alla colonizzazione spagnola, alla presenza di 8 popoli indigeni e alle 5 ondate migratorie dall'Africa che coprono un periodo che va dalla tratta degli schiavi del XVI secolo sino alle migrazioni dei discendenti africani dei secoli XIX e XX dalla Indie occidentali britanniche, spagnole e francesi. Questa diversità è ben rappresentata da piatti nazionali come il sancocho, l'arroz con pollo e l'arroz con frijoles (gallo pinto).

## I piatti principali

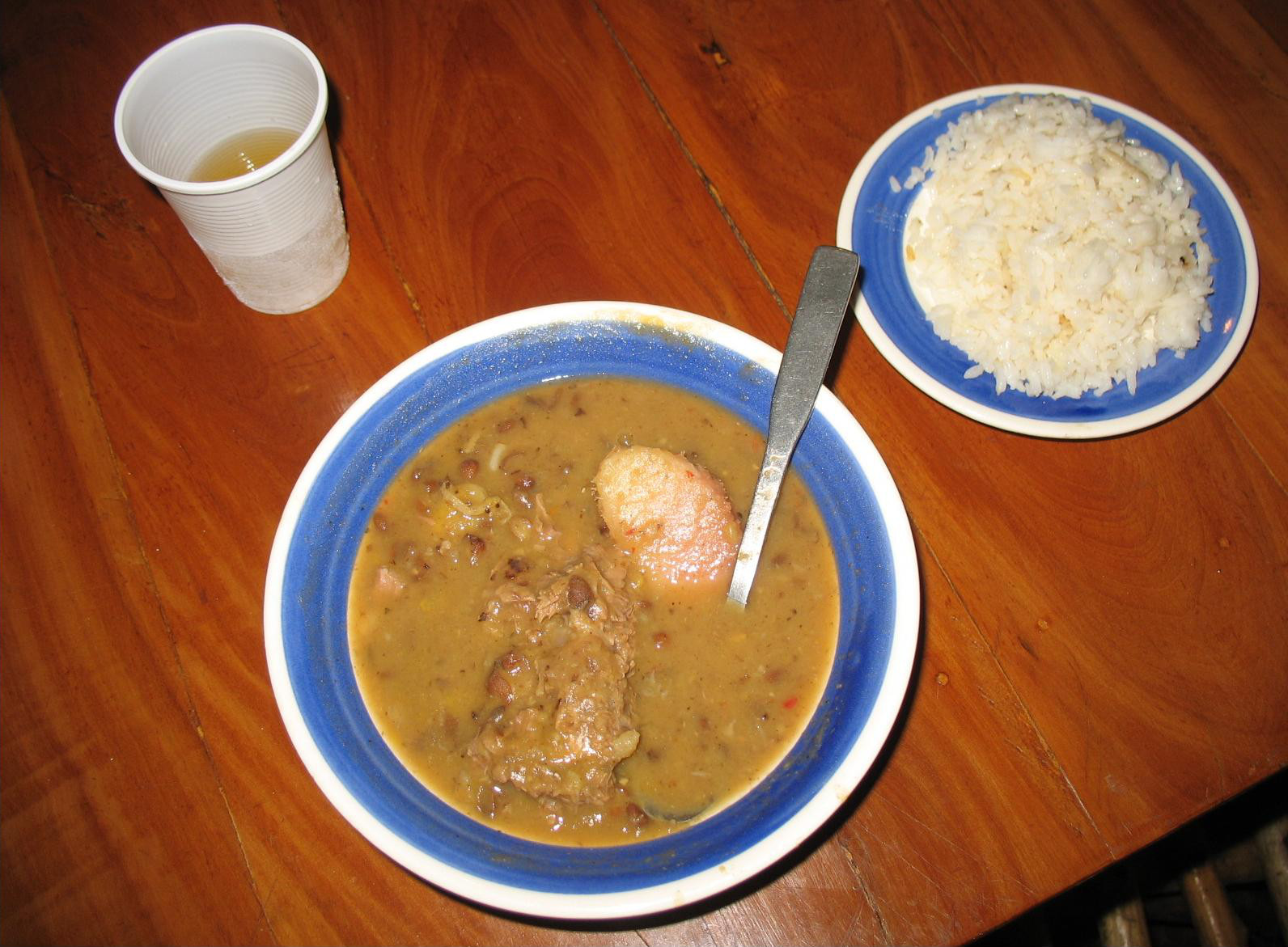
Sancocho de guandú

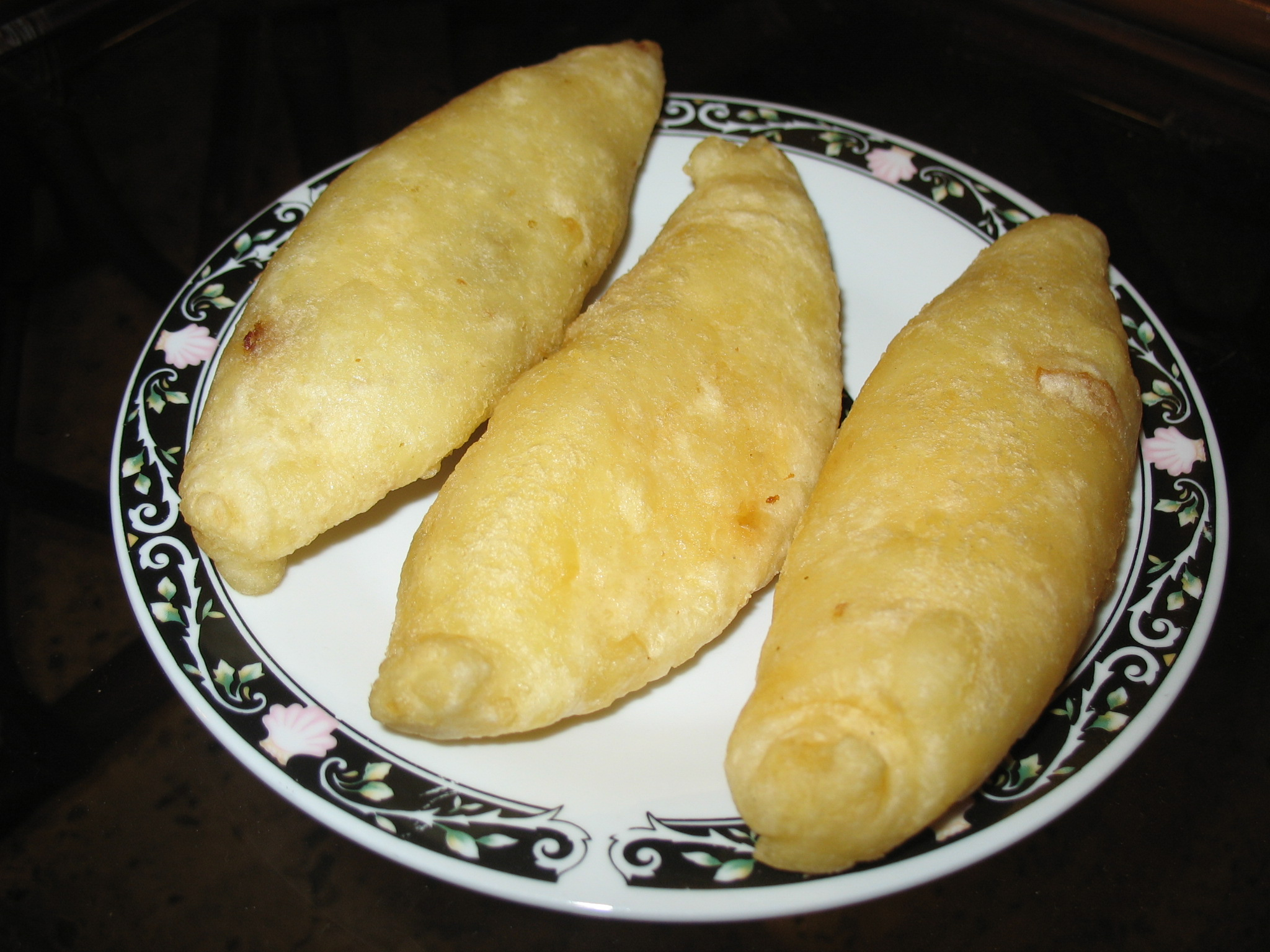
Carimañola

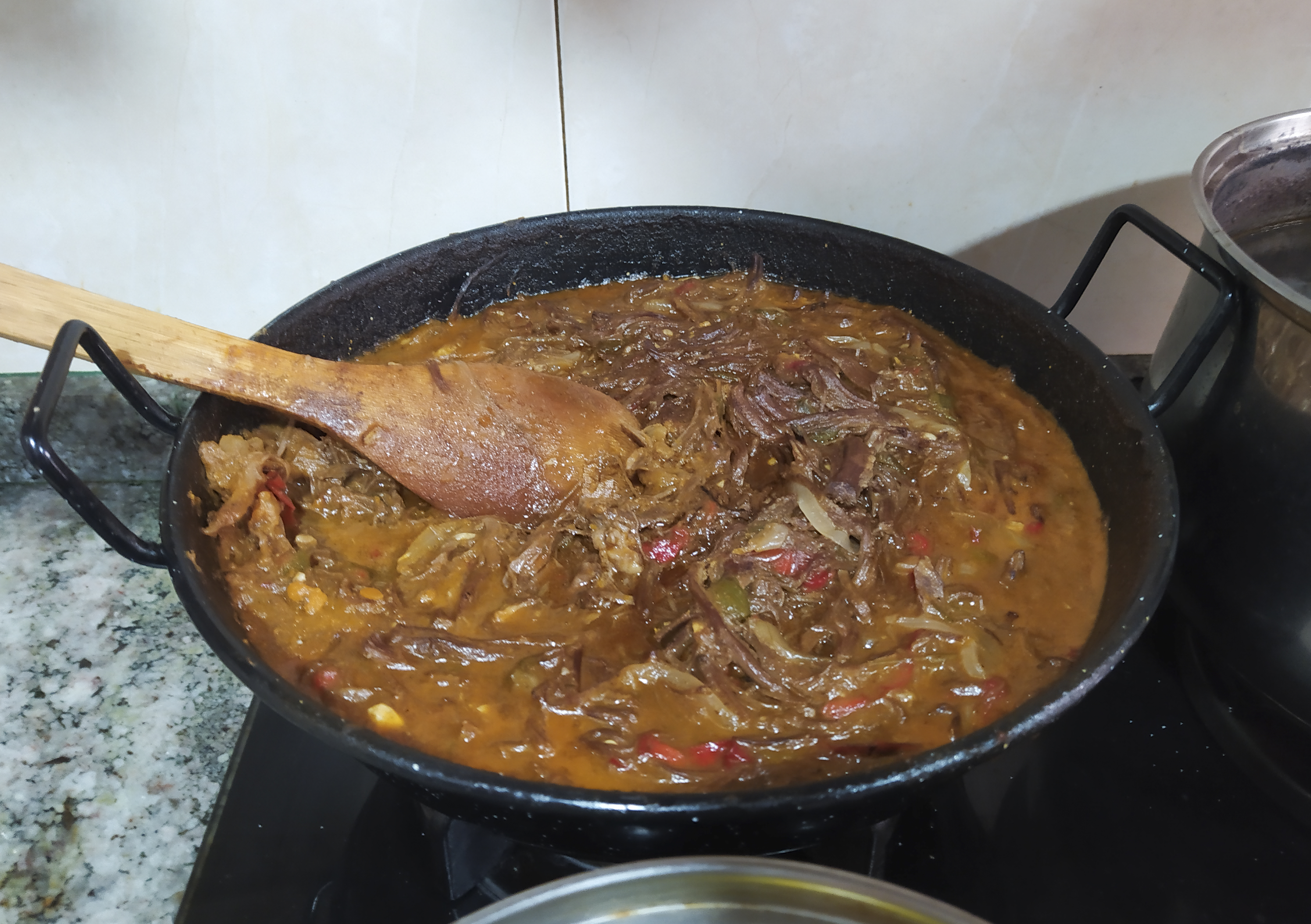
Ropa vieja

Il clima tropicale di Panama favorisce la crescita di frutta e verdura come avocado, banana, frutto del pane, caimito, mais, cocco, pomodori cumba, guanàba, mango, mamey, mamoncillo, nispero, otoe, papaya, ananas, pitaya, platano, tamarindo, cotogno, yucca, e anguria.
Il mais è uno degli alimenti principali ed è impiegato nella preparazione di tortilla, tamales, empanada, bollo e la bevanda chicha. Il riso bianco (arroz blanco) è presente in tutti i pasti panamensi e accompagna ogni tipo di vivanda, come ad esempio arroz con coco, arroz con gandules (o de guandú, riso con caiano), arroz con pollo e guacho (riso e fagioli).
Il pesce è ampiamente disponibile a Panama. Si citano gamberi, corvina, eglefino, dentice rosso, spigola, Alosa sapidissima e Istiophoridae. I ristoranti sono soliti preparare il pesce a la plancha (griglia) o al ajillo (con aglio), ma ci sono anche diverse zuppe e altri tipi di piatti a base di pesce come le bolitas de pescado (polpette di pesce), il sancocho de mariscos, il ceviche e la sopa de mariscos (zuppa di pesce). A causa dell'eccessivo sfruttamento delle risorse marine, alcuni specie che un tempo erano consumate giornalmente (comida corriente) sono considerate specialità delle feste (comida de fiesta), come aragoste, polpi e lumache.
Il sancocho è il piatto nazionale di Panama ed è servito in numerose varianti, come sancoho de gallina e sancocho de carne. La carne è anche la base per il guisado (uno stufato di carne e pomodori), per il casado (un piatto con vitello, riso, platani e verdure), per la ropa vieja (pezzi di carne serviti con riso o yucca) e per il lomo relleno (una bistecca ripiena di spezie ed erbe aromatiche).
Il cibo di strada ha un ruolo importante a Panama. Molti sono i chioschi e i locali che servono carimañola, chicharron, hojaldre (pasta sfoglia), platani fritti, yucca fritta e pesce fritto. Una specialità tipica delle feste è il patacón.
La cucina panamense annovera anche piatti delle Indie occidentali, introdotte dai discendenti africani che si stabilirono nell'area per la costruzione del Canale di Panama. Alcuni di questi piatti sono l'escabish (scapece, ovvero del pesce fritto e lasciato marinare per una notte con succo di limetta, aceto, cipolle e pepe), la salsa pepa fatta con pepe e spezie, e zuppe come quella con piede di mucca, quella con coda di bue e quella con piselli secchi.
Per via del loro isolamento, i nativi americani hanno contribuito poco a plasmare la cucina panamense. I loro cibi sono semplici e si nutrono prevalentemente di pesce, verdura e frutta tropicale.
Come in molte altre nazioni latinoamericane, anche a Panama sono diffusi dolci come il volteado de piña (una torta all'ananas), la sopa borracha (una torta quattro quarti con cannella, chiodi di garofano, uva passa e rum o brandy) e la sua variante con una decorazione d'argento chiamata sopa de gloria e tipicamente servita durante la Quinceañera. Altri dolci tipici sono il plátano en tentación a base di platano maturo, burro, zucchero e cannella, e il Manjar Blanco.

## Bevande
Una bevanda tipica di Panama è la resbaladera, a base di riso, latte, cannella, zucchero e vaniglia. Altre bevande nazionali sono la chicha (intesa come un cocktail di frutta, acqua, zucchero e ghiaccio), la chicheme (a base di mais, zucchero, latte, miele, cannella e vaniglia), l'arroz con leche (risolatte) e il raspado (una sorta di granita). Vi sono diverse marche di soda come Malta Vigor e Malta del Barù. Una bevanda di origini africane è il saril (carcadè).
In merito agli alcolici, la bevanda nazionale di Panama è il seco, una sorta di tequila che può essere versata su ghiaccio e latte. I cocktail più diffusi sono il margarita, il cuba libre e la Piña Colada.
A Panama sono disponibili 4 birre nazionali: Soberana, Panama, Balboa e Atlas.